# Campeonato Federal de Tercera de Ascenso
El Campeonato Federal de Tercera de Ascenso fue la segunda división del torneo más importante de la Federación Uruguaya de Basketball.
El Federal de Tercera de Ascenso fue reemplazado por la Divisional Tercera de Ascenso en el año 2003, tras la disolución del Campeonato Federal para crear la Liga Uruguaya de Básquetbol, que tiene como objetivo integrar a la competición los equipos del interior que a diferencia del Federal incluía solo equipos de la capital.
El torneo inicialmente se llamaba Tercera Extra. En 1936 se renombró a Torneo Federal de Tercera de Ascenso.

## Campeones

### Títulos por año[1]
| Tercera Extra | Tercera Extra  |
| Temporada     | Campeón        |
| ------------- | -------------- |
| 1929          | Club Pando     |
| 1930          | Olimpic Star   |
| 1931          | C.A. Hasting   |
| 1932          | Club Los Incas |
| 1933          | Tabare         |
| 1934          | Goes           |
| 1935          | Progreso       |

| Torneo Federal de Tercera de Ascenso | Torneo Federal de Tercera de Ascenso |
| Temporada                            | Campeón                              |
| ------------------------------------ | ------------------------------------ |
| 1936                                 | CENTRAL F. C.                        |
| 1937                                 | RAPIDO "C".                          |
| 1938                                 | C. S. CAPITOL                        |
| 1939                                 | CLUB MALVIN                          |
| 1940                                 | I. A. LARRE BORGES                   |
| 1941                                 | C. A. PEÑAROL                        |
| 1942                                 | C. A. STOCKOLMO                      |
| 1943                                 | C. A. PERSEO                         |
| 1944                                 | C. D. ALBATROS                       |
| 1945                                 | C. A. UNION                          |
| 1946                                 | A. C. LEON XIII                      |
| 1947                                 | AURINEGRO                            |
| 1948                                 | MUNDIAL                              |
| 1949                                 | EL FARO B. B. C.                     |
| 1950                                 | C. A. YALE                           |
| 1951                                 | CLUB BLUE STAR                       |
| 1952                                 | C. R. DEF. DE MAROÑAS                |
| 1953                                 | C. A. URUNDAY                        |
| 1954                                 | VERDIRROJO B. B. C.                  |
| 1955                                 | I. D. WASTON                         |
| 1956                                 | DESERT                               |
| 1957                                 | C. S. LARRAÑAGA                      |
| 1958                                 | C. S. CAPITOL                        |
| 1959                                 | CLUB NEPTUNO                         |
| 1960                                 | C. S. RAPIDO SPORT                   |
| 1961                                 | C. A. CAPURRO                        |
| 1962                                 | I. D. DON ORIONE                     |
| 1963                                 | I. A. BARRIO OBRERO                  |
| 1964                                 | C. NACIONAL DE F.                    |
| 1965                                 | C. S. MIRAMAR                        |
| 1966                                 | CLUB NEPTUNO                         |
| 1967                                 | C. A. 25 DE AGOSTO                   |
| 1968                                 | C. A. LAS BOVEDAS                    |
| 1969                                 | C. A. CORDON                         |
| 1970                                 | C. A. DEFENSOR                       |
| 1971                                 | A. HEBRAICA MACABI                   |
| 1972                                 | C. A. 25 DE AGOSTO                   |
| 1973                                 | C. A. CORDON                         |
| 1974                                 | C. A. WELCOME                        |
| 1975                                 | C. D. REDUCTO                        |
| 1976                                 | C. A. WELCOME                        |
| 1977                                 | I. A. LARRE BORGES                   |
| 1978                                 | C. NACIONAL DE F.                    |
| 1979                                 | I. D. LARRE BORGES                   |
| 1980                                 | C. A. DEFENSOR                       |
| 1981                                 | I. D. LARRE BORGES                   |
| 1982                                 | A. S. URUNDAY UNIVERSITARIO          |
| 1983                                 | C. D. ALBATROS                       |
| 1984                                 | UNION ATLETICA                       |
| 1985                                 | C. A. STOCKOLMO                      |
| 1986                                 | MONTEVIDEO B.B.C.                    |
| 1987                                 | C. S. CAPITOL                        |
| 1988                                 |                                      |
| 1989                                 | C. S. DEF DE MAROÑAS                 |
| 1990                                 | C. S. 25 DE AGOSTO                   |
| 1991                                 | C. A. ATENAS                         |
| 1992                                 | C. A. UNION                          |
| 1993                                 | VERDIRROJO B. B. C.                  |
| 1994                                 | C. A. LAS BOVEDAS                    |
| 1995                                 | C. A. JUVENTUD                       |
| 1996                                 | VERDIRROJO B.B.C.                    |
| 1997                                 | I. D. OLIVOL MUNIDAL                 |
| 1998                                 | C. A. STOCKOLMO                      |
| 1999                                 | C. A. JUVENTUD                       |
| 2000                                 | URUPAN                               |
| 2001                                 | ALBATROS                             |
| 2002                                 | C. S. CAPITOL                        |